# Сопка Джау-Тепе
«Со́пка Джа́у-Тепе́» (укр. «Сопка Джау-Тепе», крымскотат. «Cav Töpe bayırı», «Джав Тёпе байыры») — геологический памятник природы общегосударственного значения, расположенный на Керченском полуострове на территории Ленинского района (Крым). Площадь — 10 га. Землепользователь — СХЗ «Восточный».

## История
Статус памятника природы (площадью 10 гектаров) был присвоен 14 октября 1975 года Постановлением Совета Министров УССР от 14.10.75 г. № 780-р, путём реорганизации ландшафтного памятника природы местного значения, основанного в 1964 году.

## Описание
Расположен в юго-западной части Керченского полуострова северо-западнее села Вулкановка и маловодной балки Кривой, относящейся к группе рек полуострова.
Ближайший населённый пункт — село Вулкановка.

## Природа
Джау-Тепе — гора и крупнейший грязевой вулкан Крыма высотой 119,6 м (высота сопки 60 м). В XX веке извержения наблюдались в 1909, 1914, 1925, 1927, 1937, 1982 годах. Вулкан выбрасывает сопочные отложения. Пётр Паллас в труде «Наблюдения, сделанные во время путешествия по южным наместничествам Русского государства в 1793—1794 годах» упоминает …замечательный холм Дшо-Тюбе, или Дшаль-Тюбе. …замечательный холм изверженной грязи — из всех находящихся на Босфорском полуострове и на острове Тамани.